# 巴西尖胸隆頭魚
巴西尖胸隆頭魚，為輻鰭魚綱鱸形目隆頭魚亞目隆頭魚科的其中一種，分布於西南大西洋的巴西東南部海域，棲息深度5-25公尺，生活習性不明。

## 擴展閱讀
維基物種上的相關：巴西尖胸隆頭魚